# Massachusetts Bay

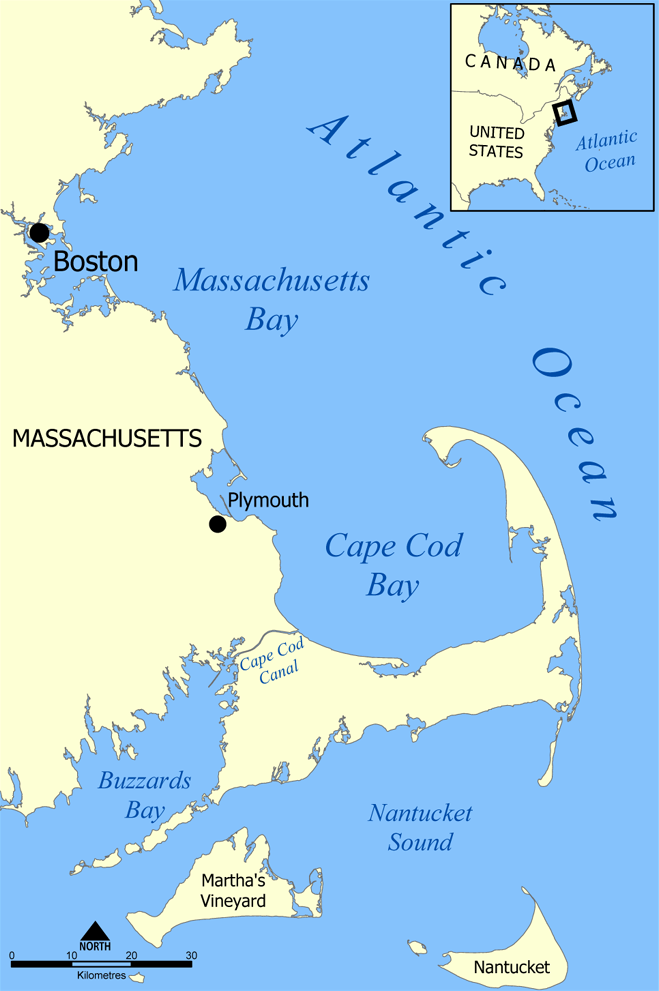
Massachusetts Bay utsatt på kartan.

Massachusetts Bay, eller Mass Bay, är en vik i Atlanten, utanför den amerikanska delstaten Massachusetts. Den sträcker sig från Plymouth Harbor i söder till Cape Ann i norr. Västligaste punkt är Boston. Tidigare dumpades avfall i vattnet utanför kusten. Till exempel dumpade USA:s armé vapen och ammunition där mellan 1919 och 1970.

### Fotnoter
1. ↑  ”Massachusetts Bay Disposal Site Maps” (på engelska). US Geological Survey. http://pubs.usgs.gov/of/1998/of98-344/intro.htm. Läst 7 november 2015.
2. ↑  Edgar B. Herwick III (29 juli 2015). ”Explosive Beach Objects-- Just Another Example Of Massachusetts' Charm” (på engelska). WGBH. http://wgbhnews.org/post/explosive-beach-objects-just-another-example-massachusetts-charm. Läst 7 november 2015.